# Енджі Беквіт
Енджі Беквіт (англ. Angie Beckwith; 27 січня 1881 — 2 жовтня 1964) — американська вчена-фітопатолог та ботанік, у 1920-х роках працювала у Бюро рослинної промисловості Міністерства сільського господарства США під керівництвом Ервіна Ф. Сміта та Флоренс Геджес.
У 1921 році Беквіт була однією з понад двадцяти жінок, які працювали в лабораторії Ервіна Сміта над дослідженням бактеріального в’янення бобових. Серед когорти було кілька відомих мікологів та ботаніків, зокрема Шарлотта Елліотт, Неллі Адалеса Браун, Едіт Кеш, Мері Кетрін Браян, Анна Дженкінс і Лючія МакКаллок.
Вона була членом Мікологічного товариства Америки і регулярно публікувалася у Bulletin of the Torrey Botanical Club.